# Pompom

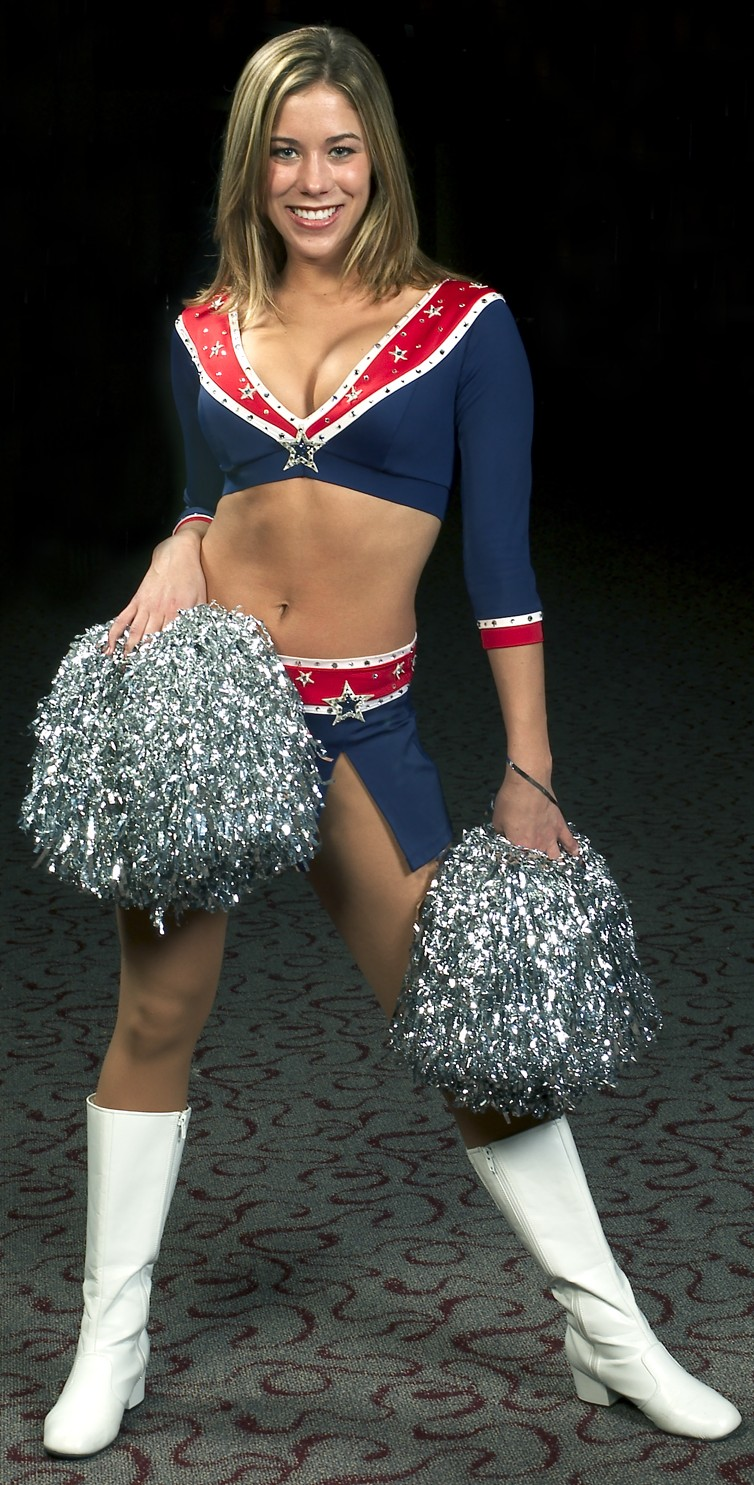
Uma animadora de torcida portando pompons

Um pompom é uma bola ou tufo ornamental confeccionado a partir de diversos materiais como lã, algodão, papel, plástico.  Pompons podem ser de diversas cores, tamanhos e uma variedade de materiais e aplicações podem ser empregados. São utilizados como objetos das animadoras, torcedores e espectadores durante eventos esportivos. Pequenos pompons são utilizados como chaveiros, atados em touca, zíper e brinquedos infantis. Pompom é derivado da palavra francesa pompon, que se refere a uma pequena bola decorativa confeccionada com penas.

## Etimologia
A palavra portuguesa pompom vem do francês pompon.